# Karlov
Karlov (in tedesco Libinsdorf) è un comune ceco situato nel distretto di Žďár nad Sázavou, nella regione di Vysočina.